# Saji Keizō

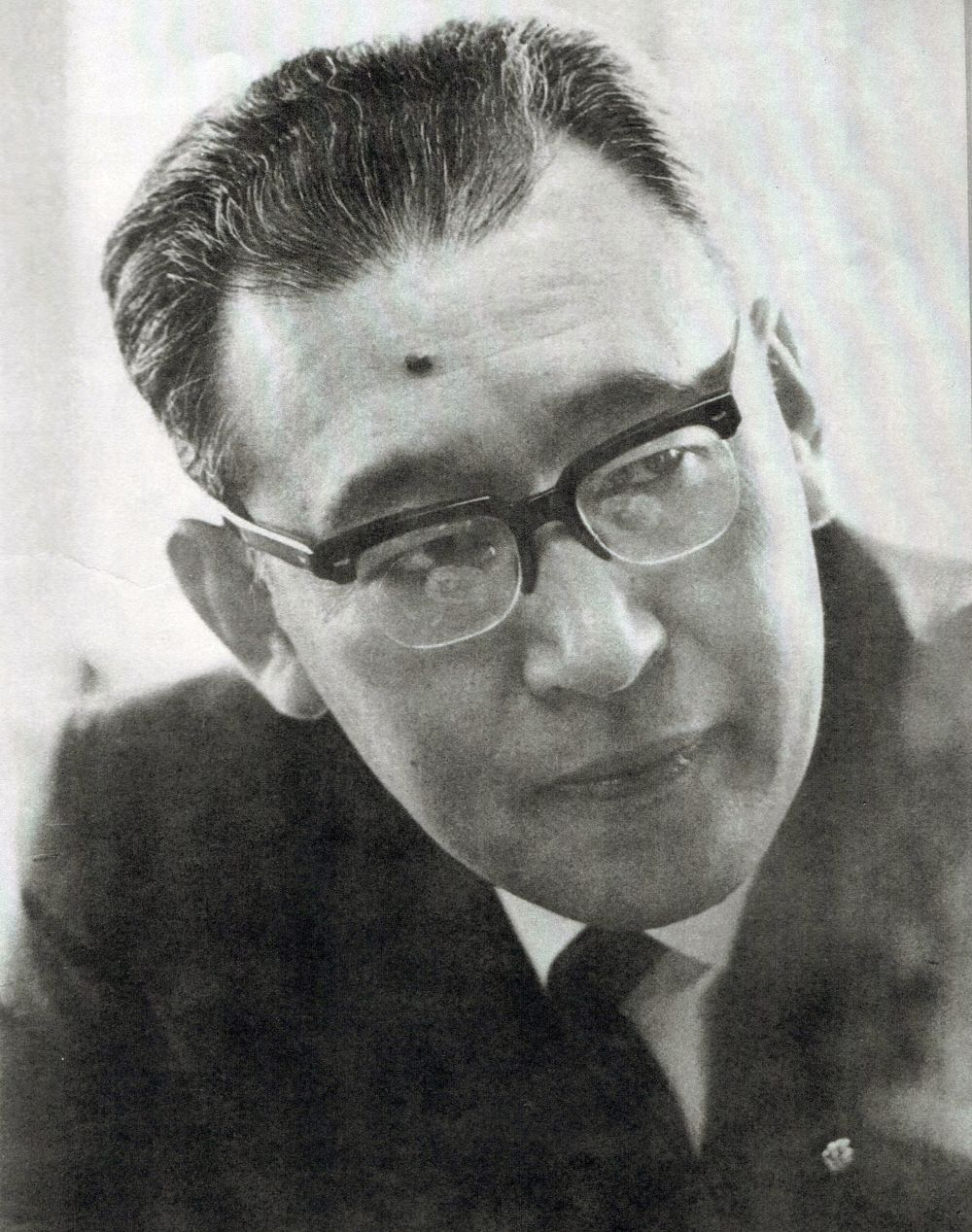
Saji Keizō

Saji Keizō (japanisch 佐治 敬三; geboren 1. November 1919 in Osaka; gestorben 3. November 1999 in Kawanishi in der Präfektur Hyōgo) war ein japanischer Unternehmer, der 2. Chef von Suntory. Saji war laut Forbes-Magazin 1987 mit einem geschätzten Nettovermögen von 6,7 Milliarden US-Dollar der 48. reichste Mensch der Welt.

## Leben und Wirken
Saji Keizō war der zweite Sohn von Torii Shinjirō, dem Gründer von „Torii Shoten“, dem späteren „Kotobukiya“, der heutigen Getränkefirma Suntory. Er wurde als Adoptivsohn der mütterlichen Seite aufgezogen. Nach seinem Studienabschluss in Naturwissenschaften an der Universität Osaka 1942 trat er 1945 in die Firma ein, als sein älterer Bruder plötzlich verstarb. Von 1961 bis 1990 war er der zweite Chef von Suntory.
Saji begann ab 1950 die Massenproduktion und den entsprechend verstärkten Verkauf, was zu einem Whiskey-Boom in Japan führte. 1963 trat die Firma mit Unterstützung einer dänischen Brauerei in den Biermarkt ein. Im Jahr 1963 änderte Saji den Firmennamen in „Suntory“.
Seit 1972 Mitglied der „Kansai Association of Corporate Executives“ (関西経済同友会, Kansai Keizai dōyukai) wurde Saji 1985 Vorsitzender der Industrie- und Handelskammer Osaka (大阪商工会議所; Ōsaka shōkō kaigi-jo). 1990 wurde er Aufsichtsratsvorsitzender von Suntory.
Saji gründete 1961 das Suntory-Kunstmuseum und 1969 die Suntory Music Foundation. Er betrieb den Bau der Suntory-Konzerthalle mit 2000 Plätzen im großen Saal und 400 im kleinen Saal. Die Halle konnte 1986 in Tokio in bester Lage eröffnet werden. 1910 wurde Saji in die Légion d’honneur aufgenommen.
Saji starb am 6. November 1999 80-jährig an einer Lungenentzündung in Osaka.
Saji wird zugeschrieben, dass er dazu beigetragen hat, Japans Nihonbashi-Kultur zu etablieren, das kulinarische Konzept, Whisky mit Lebensmitteln zu trinken, die Essstäbchen benötigen.
Eine der Errungenschaften von Saji Keizō war die Gründung des Ad Council Japan(AC JAPAN), Japans führender Organisation für die Produktion von öffentlich-rechtlichen Ankündigungen.

## Trivia
Saji führte Führungskräfte durch eine Zen-ähnliche Tortur der fünf Warums. "Bei einem Treffen wird jemand etwas vorschlagen", sagte Saji 1984 in einem Interview in der Zeitschrift Fortune. "Ich frage: 'Warum?' Ich möchte mehr Details."Er wird antworten, und dann frage ich: 'Warum?' ", sagte Saji."Ich frage fünfmal nach dem 'Warum'", sagte er. "Und dann höre ich auf."
Im Sommer 1991 besuchte Keizo Saji, derals Präsident von Suntory, die Bowmore Destillerie, wo er persönlich die Abfüllung eines Sherryfasses überwachte. Später, nach dem Tod von Saji, besuchte sein Sohn Bowmore. Auf die Frage, was mit dem Fass seines Vaters geschehen solle, sagte er, dass es in Flaschen abgefüllt und jedem Mitglied des Unternehmens eine Flasche gegeben werden sollte. Bowmore President's Selection Keizo Saji's Cask 21 Year Old Single Malt-Flaschen sind heute beliebte Sammlerobjekte, die über 2.800 US-Dollar erzielen können.